# Adonisea pyraloides
Adonisea pyraloides là một loài bướm đêm trong họ Noctuidae.